# Włodzimierz Fiszer
Włodzimierz Fiszer (ur. 26 kwietnia 1930 w Kiekrzu, zm. 9 czerwca 2020) – polski specjalista w zakresie nauk rolniczych, prof. dr hab. rektor Akademii Rolniczej w Poznaniu (1982–1990).

## Życiorys
W 1956 ukończył studia w Akademii Rolniczej im. Augusta Cieszkowskiego w Poznaniu. Obronił pracę doktorską w 1965, następnie uzyskał stopień doktora habilitowanego w 1971. W 1978 nadano mu tytuł profesora w zakresie nauk rolniczych. Piastował funkcję kierownika w Katedrze Zarządzania Jakością Żywności na Wydziale Nauk o Żywności i Żywieniu Akademii Rolniczej im. Augusta Cieszkowskiego w Poznaniu, oraz przewodniczącego kolegium rektorów poznańskich szkół wyższych.
Był mistrzem Polski w żeglarstwie (klasa Finn) oraz współzałożycielem LKS Kiekrz. Pochowany został na Cmentarzu Junikowo w Poznaniu.

## Odznaczenia
- Krzyż Kawalerski Orderu Odrodzenia Polski[3],
- Krzyż Oficerski Orderu Odrodzenia Polski[3],
- medal Kalos Kagathos[4],
- Honorowy Agrobiznesmen (1999)[5].